# Mademoiselle Lange en Danaé
Mademoiselle Lange en Danaé est un tableau réalisé par le peintre français Anne-Louis Girodet en 1799. Cette huile sur toile de format ovale représente la comédienne Mademoiselle Lange en Danaé. Il s'agit d'une satire que l'artiste peint en quelques jours pour prendre sa revanche sur la jeune femme, laquelle a désavoué et refusé de payer un précédent nu de Girodet pour lequel elle a servi de modèle à Vénus : Mademoiselle Lange en Vénus. Exposée au Salon de peinture et de sculpture en 1799, l'œuvre fait partie des collections du Minneapolis Institute of Art, à Minneapolis, dans le Minnesota, aux États-Unis.

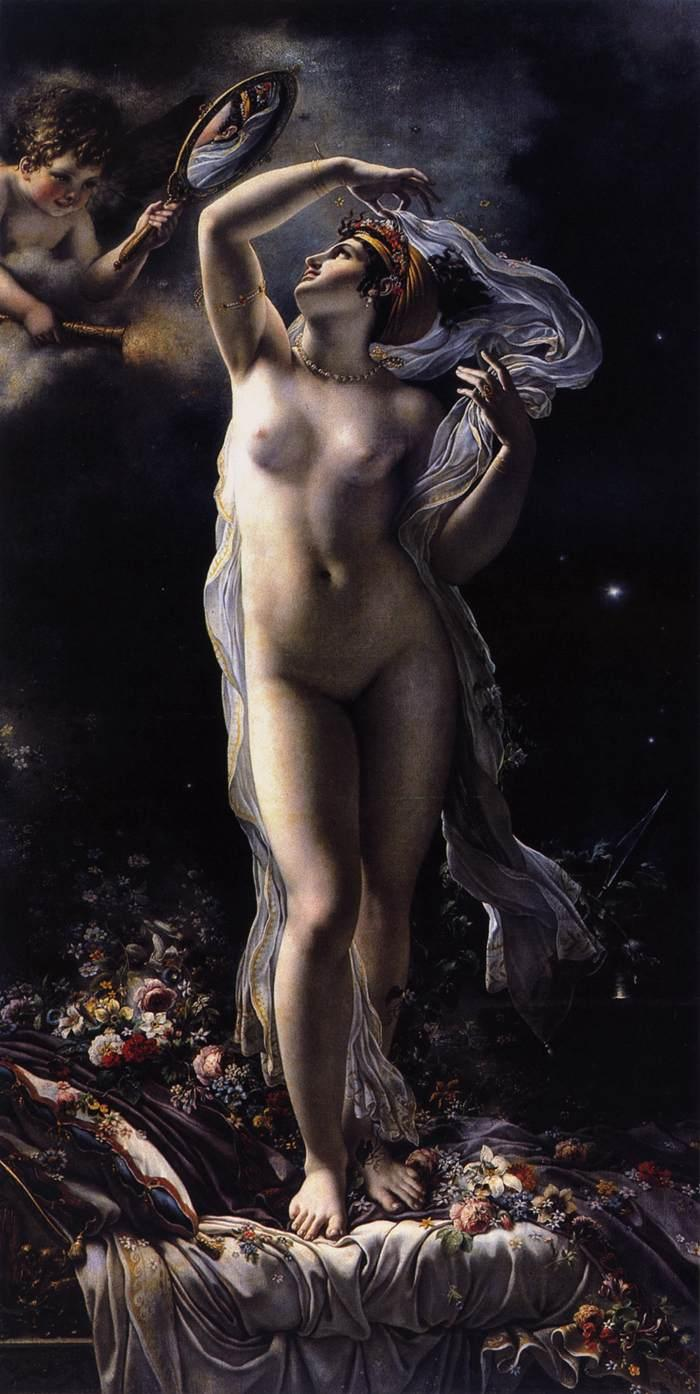
Mademoiselle Lange en Vénus, 1798 – Musée des Beaux-Arts de Leipzig, Leipzig.